# ナラボー平原

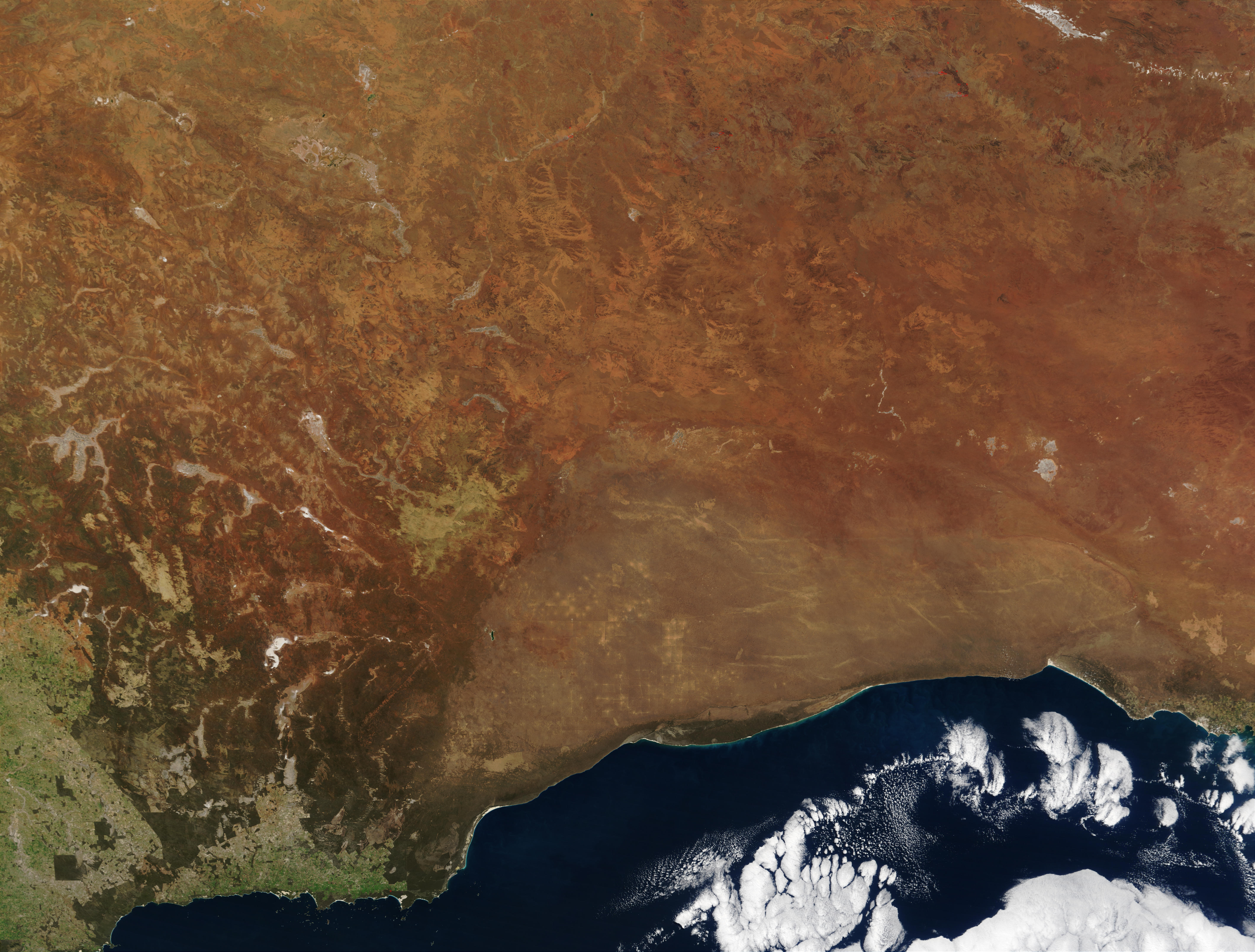
NASAの衛星写真‐ナラボー平原とグレートビクトリア砂漠

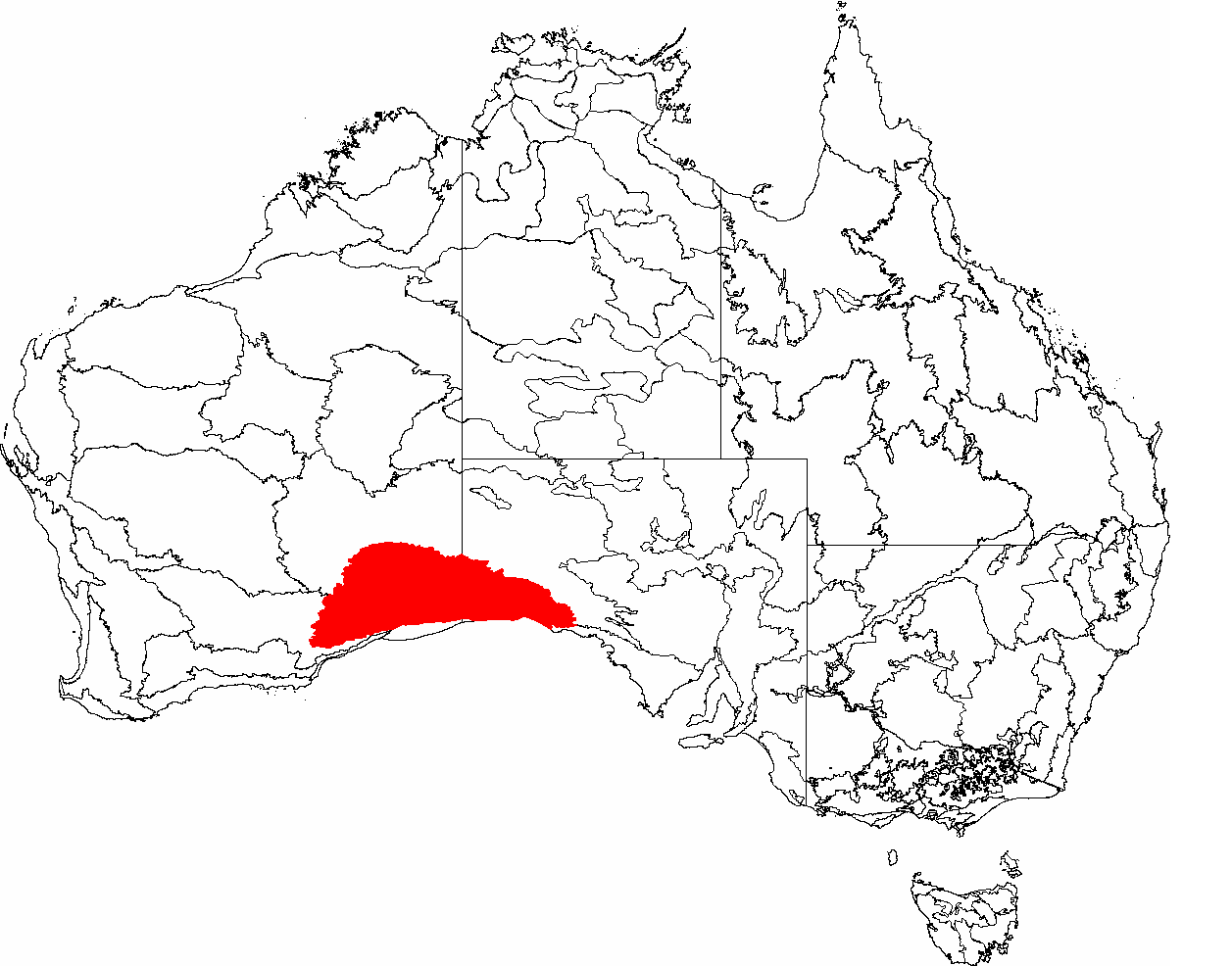
赤がナラボー平原の位置

ナラボー平原（英: Nullarbor Plain）は、オーストラリア のグレートビクトリア砂漠南部、グレートオーストラリア湾の北湾に位置する砂漠気候の平原。ナラーバー平原とも。
面積は 20000km2、最も広いところで東西 1200kmに及び、東部は南オーストラリア州、西部は西オーストラリア州に属している。
ナラボーの語源はラテン語のnullus（無い）+arbor（木）。

## 自然環境
古くは海底だったとされており、地殻運動によって隆起、風雨に浸食され平坦化したと考えられている。
昼間の最高気温は最大で 48.5℃、夜間は 0℃以下まで落ち込むことがあり、年間平均降水量が 250mm以下と典型的な乾燥気候である。

## 交通

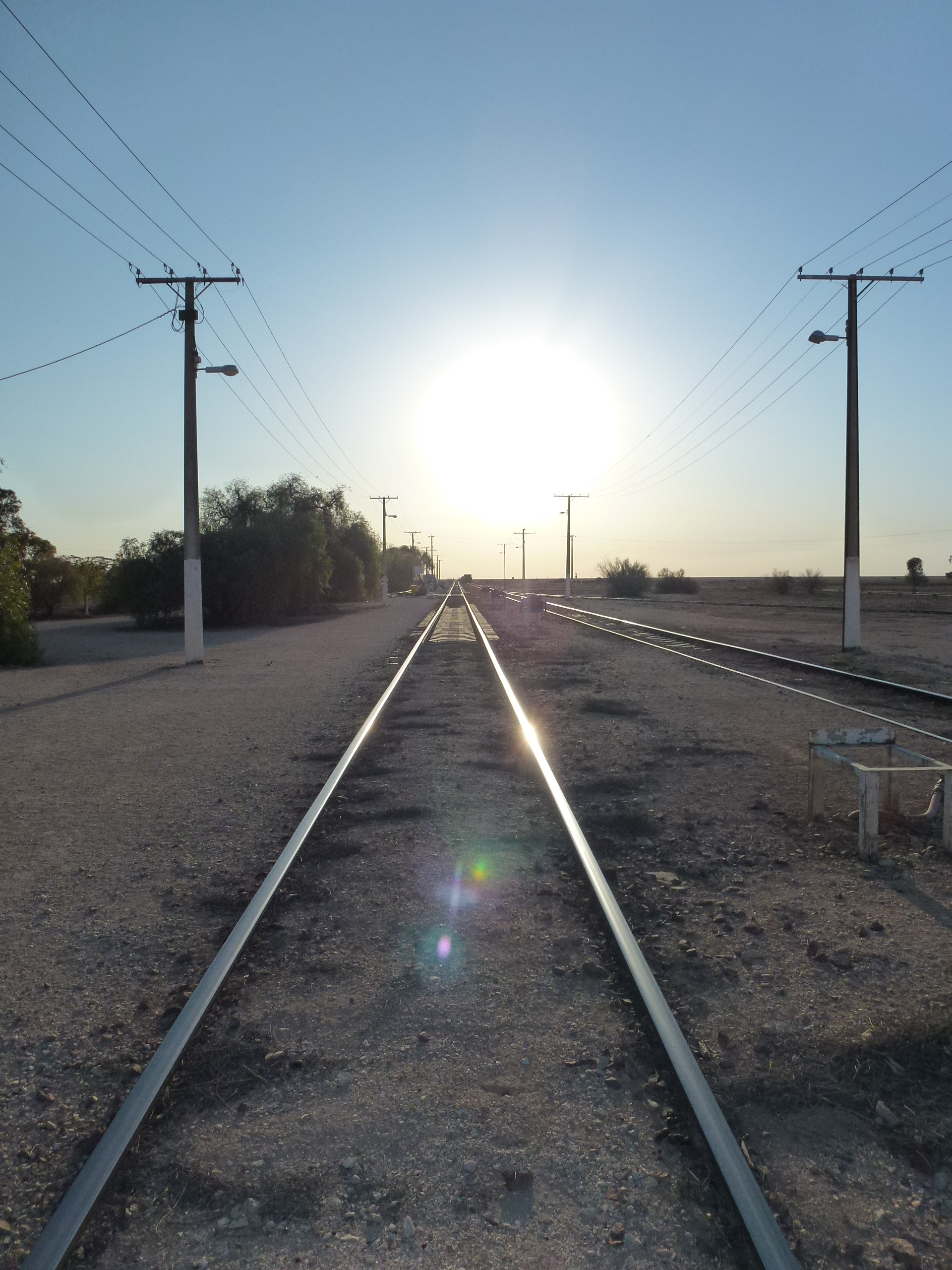
ナラボー平原の世界一長い直線区間

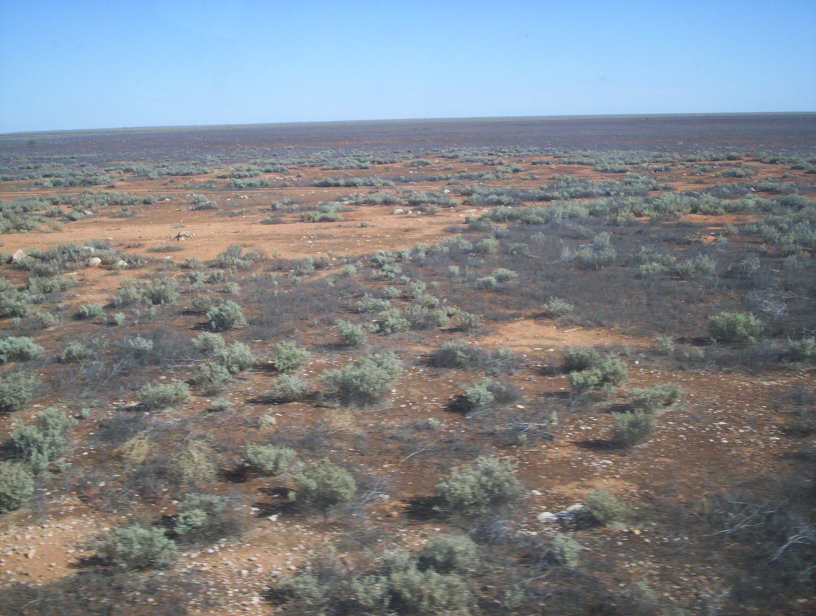
インディアンパシフィック鉄道から見えるナラボー平原

大陸の東西を結ぶ通信網の必要性により電報が 1877年に始まり、現在でもこの施設の一部を目にすることができる。
大陸横断鉄道の建設はウェスタンオーストラリア州カルグーリーとサウスオーストラリア州ポートオーガスタ間で 1917年に両都市から始まり、ウールディーで接合した。 1969年には全面的な改修を受け、軌間の統一が行われた。現在インディアンパシフィック号が定期運行されている。この列車が走るナラボー平原の区間には世界一長い直線区間(478 km)があることで知られている。
エア幹線道路は、1941年にウェスタンオーストラリア州ノースマンとポートオーガスタ間に開通した。最初は未舗装道路であったが、徐々に舗装され 1976年に全セクションが舗装された。鉄道とは異なり、南部のグレートオーストラリア湾に沿って走っている。